# Dana Winner
Dana Winner (Hasselt, Bélgica, 10 de febrero de 1965) es una popular cantante belga flamenca. Su verdadero nombre es Chantal Vanlee. Canta principalmente en neerlandés y, en menor medida, también en afrikáans, alemán, inglés y francés. Actúa principalmente en Bélgica, los Países Bajos, Sudáfrica (donde es una de las cantantes de habla neerlandesa más populares) y Alemania.

## Biografía
Dirigida por Jean Kluger, Dana Winner lanzó en 1990 su primer sencillo,  "Sur le toit du monde" , versión del éxito mundial de The Carpenters, Top of the World (1973). Alcanzó la fama en 1993 con el tema Woordenloos (Neerlandés: "Sin palabras"). En 1995, Dana Winner hizo su única aparición hasta ahora en la lista de los Top 40, con West Wind, versión de "The Cats One way wind" de la banda de Volendam, The Cats. 
En la década de 1990, Dana continuó su carrera cantando principalmente en neerlandés en los Países Bajos, pero también en Alemania,  y especialmente en Sudáfrica. Esto la llevó a finales de la década de 1990 a lanzar álbumes en otros idiomas. En 1999, cantó L'amour c'est chanter la vie versión en francés de Ergens en Mijn Hart de Jean Vallée. En 2006, publicó un nuevo álbum en neerlandés, el primero desde 2000. Winner ha lanzado álbumes en neerlandés, alemán, inglés y francés. Ha alcanzado el éxito, entre otros países, en Sudáfrica, Alemania, Austria, Suiza, Dinamarca y Suecia. El público belga la eligió, a través de una votación hecha por una emisora de TV, como la artista más popular del país durante cinco años seguidos. Ha vendido más de 2,5 millones de álbumes en todo el mundo.
Estaba casada con el productor Wilfried Van Baelen, con quien tuvo a su hija Chinouk en 1999.

## Álbumes
- 1993 - Regenbogen
- 1994 - Mijn Paradijs
- 1995 - Regen van Geluk
- 1996 - Waar is het gevoel
- 1997 - Geef me je droom
- 1997 - Wo Ist Das Gefühl
- 1998 - In Love With You
- 1999 - Ergens in mijn hart
- 1999 - Mein Weg
- 1999 - Het beste van Dana Winner
- 1999 - Yours Forever
- 2000 - Follow Your Heart
- 2000 - Originele Hits
- 2000 - Licht en liefde
- 2001 - Rainbows Of Love
- 2001 - Unforgettable
- 2002 - Unforgettable TOO
- 2003 - One Way Wind
- 2003 - 10 jaar het allerbeste
- 2003 - Märchenland Der Gefühle
- 2004 - My Heart is in Afrika
- 2004 - Thank You For The Music
- 2005 - Beautiful Life
- 2006 - Als je lacht
- 2007 - Platinum Collection
- 2007 - Wenn du lachst - Das Beste Dana Winner
- 2007 - Platinum Collection Zuid Afrika
- 2008 - Tussen nu en morgen
- 2009 - Platinum Collection Germany
- 2009 - Between now and tomorrow
- 2010 - Alle veertig Goed (BEST OF) 2-CD
- 2011 - Kerst met Dana Winner
- 2014 - Bloom
- 2016 - Puur[2]
- 2017 - Eerste liefde